# Heizmannia
Heizmannia is een muggengeslacht uit de familie van de steekmuggen (Culicidae).

## Soorten
- H. achaetae (Leicester, 1908)
- H. aurea Brug, 1932
- H. aureochaeta (Leicester, 1908)
- H. carteri Amerasinghe, 1993
- H. catesi (Lien, 1968)
- H. communis (Leicester, 1908)
- H. complex (Theobald, 1910)
- H. covelli Barraud, 1929
- H. chandi Edwards, 1922
- H. chengi Lien, 1968
- H. demeilloni Mattingly, 1970
- H. discrepans (Edwards, 1922)
- H. funerea (Leicester, 1908)
- H. greenii (Theobald, 1905)
- H. heterospina Gong & Lu, 1986
- H. himalayensis Edwards, 1922
- H. indica (Theobald, 1905)
- H. kana Tanaka, Mizusawa & Saugstad, 1979
- H. kanhsienensis Tung, 1955
- H. lii Wu, 1936
- H. lui Gong & Li, 1999
- H. macdonaldi Mattingly, 1957
- H. mattinglyi Thurman, 1959
- H. menglianensis Lu & Gong, 1986

- H. menglianeroides Dong, Dong & Zhou, 2003
- H. occidentayunnana (Gong & Lu, 1991)
- H. persimilis Mattingly, 1970
- H. propinqua Mattingly, 1970
- H. proxima Mattingly, 1970
- H. reidi Mattingly, 1957
- H. ruiliensis Dong, Zhou & Wang, 1997
- H. scanloni Mattingly, 1970
- H. scintillans Ludlow, 1905
- H. taiwanensis Lien, 1968
- H. tengchongensis Dong, Wang & Zhou, 2002
- H. thelmae Mattingly, 1970
- H. tripunctata (Theobald, 1908)
- H. viridis Barraud, 1929